# Бруто развијена грађевинска површина
Бруто развијена грађевинска површина (БРГП) је урбанистички показатељ који се користи у урбанизму, архитектури и грађевинарству. То је збир површина свих надземних етажа грађевине, мерених у нивоу подова свих делова грађевине - спољне мере ободних зидова (са облогама, парапетима и оградама)

## Примена
У српском законодавству у области урбанизма бруто развијена грађевинска површина се обично добија прорачуном других урбанистичких показатеља, датих у виду дозвољених вредности (дозвољена спратност, дозвољен индекс заузетости, дозвољен индекс изграђености и сл.) и конкретне површине парцеле, урбанистичког блока, целине и др. Она се обично среће као вредност највеће допуштене површине за дату грађевину.
У српском законодавству у области архитектуре одређена вредност бруто развијене грађевинске површине често представља „границу“ за предузимање одређених мера у оквиру изградње и опремања грађевинског земљишта (нпр., ако је грађевина преко толико и толико м² бруто развијене грађевинске површине онда се примењује следеће).